# The Ray
The Ray fait référence à quatre personnages de DC Comics, tous des super-héros aux capacités semblables.
Le premier Ray fut Langford "Happy" Terrill, un personnage de Quality Comics. Quand DC Comics racheta Quality Comics, Happy Terrill fut recréé en tant que membre des Freedom Fighters sur Earth-X. À la suite de l’altération de la ligne temporelle et de la continuité du DC Univers par Crisis on Infinite Earths, Happy Terrill est maintenant un habitant de la continuité principale du DC Comics Univers et son fils Ray Terrill devient le second Ray. Plus tard, le personnage Stan Silver opère brièvement comme troisième Ray. En 2011, à la suite du relaunch The New 52 de DC Comics, où la continuité et l'histoire son à nouveau restructurées, un nouveau personnage du nom de Lucien Gates est présenté comme the Ray. Bien qu'historiquement, il est le quatrième super héros à utiliser ce nom, dans The Ray #1 (2012), il fait allusion à Happy Terrill. Ce serait une histoire qu'il a entendu étant enfant.

## Pouvoirs
The Ray absorbe, stocke, crée de la lumière, transforme son corps en source de lumière (il ne reçoit aucun dommage lorsqu'il fait cela). Il a également appris à manipuler d'autres sources de lumière comme l'électricité et le magnétisme. Il sait également voler.

## Apparitions dans d'autres médias
The Ray, dans sa version Ray Terrill, est apparu dans l'univers partagé Arrowverse, dans les séries Flash, Legends of Tomorrow et Supergirl, incarné par Russell Tovey. L'acteur prête sa voix au personnage pour la série animée Freedom Fighters: The Ray.